# 1457
1457 (MCDLVII) je bilo navadno leto, ki se je po julijanskem koledarju začelo na soboto.

## Dogodki
- 1. januar

## Rojstva
- 28. januar - Henrik VII., angleški kralj († 1509)

## Smrti
- 1. avgust - Lorenzo Valla, italijanski humanist (* 1407)
- 23. november - Ladislav Posmrtni, avstrijski vojvoda, češki in ogrski kralj (* 1440)